# Elisabeth Marie van Oostenrijk
Elisabeth Marie van Oostenrijk (Laxenburg, 2 september 1883 — Wenen, 16 maart 1963) was een Oostenrijkse aartshertogin uit het Huis Habsburg.
Elisabeth Marie werd geboren als de dochter van aartshertog en kroonprins Rudolf van Oostenrijk en de Belgische prinses Stefanie. Iedereen noemde haar Erzsi (het verkleinwoord van de Hongaarse versie van haar naam Erzsébet = Elisabeth); ze werd door de ganse familie vertroeteld, omdat ze de enige dochter van de kroonprins was. Met haar tante Clementine had ze een uitstekende vriendschapsband. Haar vader stierf toen Elisabeth Marie vijf was.
Ze huwde op 2 januari 1902 met prins Otto zu Windisch-Graetz (1873-1952), oorspronkelijk tegen de zin van haar grootvader, de keizer. Het echtpaar kreeg vier kinderen:
- Franz Joseph zu Windisch-Graetz (1904-1981), gehuwd met Ghislaine d'Arschot Schoonhoven (1912-1997)
- Ernst Weriand zu Windisch-Graetz (1905-1952), gehuwd met Helena Skinner (1906-1982), en met barones Eva van Isbary (1921-)
- Rudolf Johannes zu Windisch-Graetz (1907-1939)
- Stephanie zu Windisch-Graetz (1909-2005), gehuwd met graaf Pierre d'Alcantara di Querrieu (1907-1944) en met Karl Axel Björklund (1906-1986).

Ze scheidden in 1924.
Na de Eerste Wereldoorlog werd aan de Habsburgers de terugkeer naar Oostenrijk ontzegd. Elisabeth Marie ontsnapte hieraan dankzij de naam van haar ex-man. Ze frequenteerde de cirkels van de sociaaldemocraten, waar ze haar tweede echtgenoot ontmoette, de Duitser Leopold Petzneck (1881-1956). In 1948 trouwden ze. Intussen was haar paleis geplunderd door Russische troepen en daarna bezet door Franse troepen.

## Voorouders
| Voorouders van Elisabeth Marie van Oostenrijk | Voorouders van Elisabeth Marie van Oostenrijk                                | Voorouders van Elisabeth Marie van Oostenrijk                                | Voorouders van Elisabeth Marie van Oostenrijk                                    | Voorouders van Elisabeth Marie van Oostenrijk                                    | Voorouders van Elisabeth Marie van Oostenrijk                                  | Voorouders van Elisabeth Marie van Oostenrijk                                  | Voorouders van Elisabeth Marie van Oostenrijk                                             | Voorouders van Elisabeth Marie van Oostenrijk                                             |
| --------------------------------------------- | ---------------------------------------------------------------------------- | ---------------------------------------------------------------------------- | -------------------------------------------------------------------------------- | -------------------------------------------------------------------------------- | ------------------------------------------------------------------------------ | ------------------------------------------------------------------------------ | ----------------------------------------------------------------------------------------- | ----------------------------------------------------------------------------------------- |
| Overgrootouders                               | Frans Karel van Oostenrijk (1802-1878) ∞ 1824 Sophie van Beieren (1805-1872) | Frans Karel van Oostenrijk (1802-1878) ∞ 1824 Sophie van Beieren (1805-1872) | Maximiliaan Jozef in Beieren (1808–1888) ∞ 1828 Ludovika van Beieren (1808-1892) | Maximiliaan Jozef in Beieren (1808–1888) ∞ 1828 Ludovika van Beieren (1808-1892) | Leopold I van België (1790-1865) ∞ 1832 Louise Marie van Orléans (1812-1850)   | Leopold I van België (1790-1865) ∞ 1832 Louise Marie van Orléans (1812-1850)   | Jozef Anton Johan van Oostenrijk (1776-1847) ∞ Maria Dorothea van Württemberg (1797-1855) | Jozef Anton Johan van Oostenrijk (1776-1847) ∞ Maria Dorothea van Württemberg (1797-1855) |
| Grootouders                                   | Frans Jozef I van Oostenrijk (1830-1916) ∞ Elisabeth in Beieren (1837-1898)  | Frans Jozef I van Oostenrijk (1830-1916) ∞ Elisabeth in Beieren (1837-1898)  | Frans Jozef I van Oostenrijk (1830-1916) ∞ Elisabeth in Beieren (1837-1898)      | Frans Jozef I van Oostenrijk (1830-1916) ∞ Elisabeth in Beieren (1837-1898)      | Leopold II van België (1835-1909) ∞ Marie Henriëtte van Oostenrijk (1836-1902) | Leopold II van België (1835-1909) ∞ Marie Henriëtte van Oostenrijk (1836-1902) | Leopold II van België (1835-1909) ∞ Marie Henriëtte van Oostenrijk (1836-1902)            | Leopold II van België (1835-1909) ∞ Marie Henriëtte van Oostenrijk (1836-1902)            |
| Ouders                                        | Rudolf van Oostenrijk (1858-1889) ∞ Stefanie van België (1864-1945)          | Rudolf van Oostenrijk (1858-1889) ∞ Stefanie van België (1864-1945)          | Rudolf van Oostenrijk (1858-1889) ∞ Stefanie van België (1864-1945)              | Rudolf van Oostenrijk (1858-1889) ∞ Stefanie van België (1864-1945)              | Rudolf van Oostenrijk (1858-1889) ∞ Stefanie van België (1864-1945)            | Rudolf van Oostenrijk (1858-1889) ∞ Stefanie van België (1864-1945)            | Rudolf van Oostenrijk (1858-1889) ∞ Stefanie van België (1864-1945)                       | Rudolf van Oostenrijk (1858-1889) ∞ Stefanie van België (1864-1945)                       |
| 'Elisabeth Marie van Oostenrijk (1883-1963)'  |                                                                              |                                                                              |                                                                                  |                                                                                  |                                                                                |                                                                                |                                                                                           |                                                                                           |